# 463 Лола
463 Лола (лат. 463 Lola) је астероид главног астероидног појаса са пречником од приближно 19,97 km.
Афел астероида је на удаљености од 2,927 астрономских јединица (АЈ) од Сунца, а перихел на 1,870 АЈ.
Ексцентрицитет орбите износи 0,220, инклинација (нагиб) орбите у односу на раван еклиптике 13,545 степени, а орбитални период износи 1357,127 дана (3,715 године).
Апсолутна магнитуда астероида је 11,82 а геометријски албедо 0,082.
Астероид је откривен 31. октобра 1900. године.